# George und das Ei des Drachen
George und das Ei des Drachen (George and the Dragon) ist ein US-amerikanisch-deutsch-britischer Fantasyfilm von Tom Reeve aus dem Jahr 2004. Der Film wurde ab dem 8. Februar 2005 als DVD vertrieben.

## Handlung
Der englische Ritter George kehrt von einem Kreuzzug zurück. Seine sehnlichsten Wünsche sind, mit dem Kämpfen aufzuhören, zuhause zu heiraten und ein kleines Anwesen mit zwei Kühen zu bewohnen, gerade groß genug für seine Familie. Zu Anfang ist er gemeinsam mit dem Mauren Tarik, den er während des Kreuzzugs als Freund kennengelernt hat, unterwegs. Dabei entdecken und helfen sie Pater Bernard, der vor Bewohnern eines Dorfes flüchtet.
Die Wege trennen sich, und George setzt gemeinsam mit Pater Bernard nach England über.
Zuhause besucht er zunächst seinen Vater, der ihm erneut seine Geschichte eines früheren Drachenkampfes schildert. Unter anderem, weil George daran zweifelt, überreicht ihm sein Vater ein Horn, welches aus einer Drachenklaue gefertigt sein soll.
Zu dieser Gelegenheit lernt er auch einen Jungen (Wryn) kennen, aus dessen Perspektive Teile des Films erzählt werden.
George zieht weiter. In einer Taverne lernt er Garth kennen, der ihm eine Audienz beim König verschafft. Tage zuvor verschwand dessen Tochter, die Prinzessin Luma, nachdem sie Garth zur Frau versprochen war, spurlos.
Bei der Audienz reicht er dem König das Horn seines Vaters, welches vom König wiedererkannt wird. Er erkennt in George den Sohn seines alten Freundes.
Anschließend soll er im Auftrag des Königs, gemeinsam mit Garth, die vermisste Prinzessin Luma finden. Auf der Suche werden George und seine Begleiter von Garth und seinem Gefolge getrennt. Sie treffen danach auf Wryn, der sie als Bogenschütze unterstützt.
George findet die Prinzessin Luma in einer Höhle, wo sie sich um ein Drachenei kümmert. Zum Erstaunen von George und seinen Leuten, hat die Prinzessin ein gutes Verhältnis zu dem Drachen, der seit einigen Tagen vermisst wird. Sie will das Drachenei retten, weil es das letzte seiner Art ist.
Die Gruppe um George und Luma macht sich auf den Rückweg zum König. Das Drachenei wird dabei mit einem Karren mittransportiert. Auf dem Weg begegnet die Gruppe in einem Kloster einigen Nonnen und sie treffen wieder auf Pater Bernard.
Die Gruppe um George und Luma trifft auch wieder auf Garth und sein Gefolge. Garth will durch die Hochzeit mit Prinzessin Luma selbst König werden.
Eine Gruppe von Plünderern taucht auf. Der Anführer gibt sich als Tarik zu erkennen. Dieser ist zwischenzeitlich der Anführer geworden, indem er den ursprünglichen Anführer in einem Duell besiegte. Tarik wird von seiner Bande gewaltsam als Anführer abgesetzt. Die Gruppe um George und Luma bekämpfen nun gemeinsam mit Tarik die Bande, die versucht Luma zu entführen und beim König ein Lösegeld einzufordern.
Während George und Tarik die Bande besiegen, lehnt Luma den Heiratsantrag von Garth ab. Er versucht daraufhin, sie mit Gewalt zur Heirat zu zwingen und entführt sie. George und seine Begleiter verfolgen Garth.
George hatte seit der Entdeckung des Dracheneis nur widerwillig dem Drängen der Prinzessin nachgegeben, das Drachenei vor der Vernichtung zu bewahren. Kurz vor Schluss des Films, während des Kampfs mit Garth und seinem Gefolge, erkennt er in der Drachenmutter, welche das Ei gelegt hatte, den Drachen, den sein Vater in seinen Geschichten erwähnt hatte.
Er erkennt, dass diese Geschichten wahr waren und entwickelt auch Mitgefühl für die Drachen. Daher hilft er der Drachenmutter, indem er ihr eine Lanze entfernt. Diese Lanze steckte seit dem Kampf des Drachen mit Georges Vater im Leib des Drachen. Außerdem hilft er bei der Flucht der Drachen, indem er allen suggeriert, er hätte den Drachen und das Junge im Kampf getötet. Als Beweis dafür zeigt er die blutige Lanze. Angewidert von Garth, der sie zur Heirat zwingen wollte, um selbst König zu werden und von George, den sie für den Drachentöter hält, flüchtet die Prinzessin.
George folgt ihr auf einem Pferd, das der König ihm zur Verfügung gestellt hatte, wird dabei aber von Garth eingeholt. Es kommt zum Zweikampf an den Ufern des Sees, in den sich der Drache mit dem Jungen zurückgezogen hatte. Dabei wird Garth von der plötzlich auftauchenden Drachenmutter gefressen.
Luma erkennt, dass George die Drachen gerettet hatte. Der Film endet in einer Einstellung mit George und Luma, die sich küssen.

## Kritiken
Das Lexikon des internationalen Films schrieb, der Film sei ein „ambitioniert gestalteter Fantasy-Märchenfilm“. Er variiere „liebevoll die Geschichte von der schönen Prinzessin und dem edlen Ritter“.

## Hintergrund
Der Film wurde in einem Studio in Luxemburg und in Belgien gedreht.